# Lathrocordulia
Lathrocordulia is een geslacht van libellen (Odonata) uit de familie van de glanslibellen (Corduliidae).

## Soorten
Lathrocordulia omvat 2 soorten:
- Lathrocordulia garrisoni Theischinger & Watson, 1991
- Lathrocordulia metallica Tillyard, 1911